# Картасік
Картасі́к (рос. Картасик) — присілок у складі Верхньокамського району Кіровської області, Росія. Входить до складу Лойнського сільського поселення.
Населення становить 1 особа (2010, 1 у 2002).
Національний склад станом на 2002 рік — росіяни 100 %.